# Smith & Wesson SD VE
Smith & Wesson SD VE — американский самозарядный пистолет с ударниковым УСМ, производящийся с 2012 года компанией Smith & Wesson. Выпускается в двух вариантах: Smith & Wesson SD40 и Smith & Wesson SD9. Индекс SD расшифровывается как «Self Defence»: пистолет преимущественно используется как оружие самообороны гражданских лиц, а также некоторыми подразделениями полиции США.

## Отличия от предшественников
Модели SD VE являются дальнейшим развитием пистолетов типов Sigma (также известного как SD) и M&P. Их дизайн включает в себя спусковой крючок с улучшенной защитой и эргономическую рукоять, а также ствол и затвор из нержавеющей стали (подобных стволов не было в предыдущей модели). При этом стоимость пистолетов типа SD VE гораздо ниже, чем у стандартных M&P.

## Принципы работы
Пистолеты SD VE работают на основе автоматики с коротким ходом ствола: запирание канала осуществляется со снижающейся казённой частью ствола, которая входит прямоугольным выступом в окно затвора-кожуха для выброса стреляных гильз. Снижение происходит при взаимодействии скоса нижнего прилива казённой части ствола с выступом рамы. Затвор-кожух изготавливается из нержавеющей стали с антикоррозийным покрытием Black Melonite, на нём есть две крупные (передняя и задняя) наклонные насечки. Рама изготавливается из высокопрочного полимера, в нижней передней части есть направляющие Пикатинни для установки фонарей и целеуказателей.
Ударниковый УСМ — одинарного действия, предусматривает частичный взвод ударника при отходе затвора назад и довзвод при нажатии на спусковой крючок. Ход спускового крючка длинный, для довзвода ударника прилагается несколько большее усилие, что заменяет управляемый вручную предохранитель. Система безопасности включает два автоматических предохранителя: для ударника (блокировка при не полностью нажатом спусковом крючке) и для крючка (движение назад только при осознанном нажатии стрелка). Флажковые предохранители сняты для более простого обращения с оружием.
Питание патронами SD9 и SD40 осуществляется из коробчатого двухрядного магазина с выходом патронов в один ряд. После опустошения магазина затвор-кожух блокируется затворной задержкой (её рычаг с левой стороны рамы) в крайнем заднем положении. Фиксатор ствола — двухсторонний над спусковой скобой, защёлка магазина — в основании спусковой скобы. Прицельные приспособления — мушка и целик в пазах затвора-кожуха типа «ласточкин хвост». Мушка имеет светящуюся в темноте тритиевую вставку, целик – две белые вставки.

## Варианты
Пистолеты производятся в двух вариантах под разные патроны: SD9 использует традиционный европейский патрон 9 × 19 мм Парабеллум, а SD40 — относительно новый американский .40 S&W. Для этих моделей характерны различные магазины как обычной вместимости (std cap.), так и уменьшенной (low cap.).
| Модель           | Длина ствола в дюймах | Патрон            | Вместимость магазина | Ширина и длина в дюймах | Масса без магазина в унциях | Цвет                |
| ---------------- | --------------------- | ----------------- | -------------------- | ----------------------- | --------------------------- | ------------------- |
| SD9 VE std cap.  | 4.0                   | 9×19mm Parabellum | 16                   | 1.29 x 7.2              | 22.7                        | двухцветная отделка |
| SD9 VE low cap.  | 4.0                   | 9×19mm Parabellum | 10                   | 1.29 x 7.2              | 22.7                        | двухцветная отделка |
| SD40 VE std cap. | 4.0                   | .40 S&W           | 14                   | 1.29 x 7.2              | 22.7                        | двухцветная отделка |
| SD40 VE low cap. | 4.0                   | .40 S&W           | 10                   | 1.29 x 7.2              | 22.7                        | двухцветная отделка |